# Tsagaan Khass
Tsagaan Khass (en mongol ciríl·lic: Цагаан Хасс, el que significa "Esvàstica blanca") és una organització neonazi mongol que assegura tenir 3.000 membres, tot i que altres fonts assenyalen que té poc més de 1.000 membres. Va ser fundada per Ariunbold Altankhuum. El seu cofundador, que porta el nom en clau de "1984 Big Brother", ha descrit la missió del seu grup d'aquesta manera: «Adolf Hitler era algú que respectem. Ell ens va ensenyar com preservar la identitat nacional […] No estem d'acord amb el seu extremisme i l'inici de la Segona Guerra Mundial. Estem en contra de tots aquests assassinats, però recolzem la seva ideologia. Donem més aviat suport al nacionalisme que al feixisme». Els seus membres vesteixen l'abillament típic dels nazis i fan ús de la salutació Sieg Heil, colors nazis i l'àguila nazi. Han justificat el seu ús d'imatges nazis assenyalant que l'esvàstica és d'origen asiàtic oriental.
"1984 Big Brother" ha afirmat que el grup no fomenta la delinqüència i que expulsa "elements criminals" de les seves files, així com requereix a tots els membres que tinguin una bona educació. Un dels líders del grup és un dissenyador d'interiors. També ha afirmat que el grup treballa en estreta col·laboració amb altres grups ultranacionalistes a la República de Mongòlia.
Els membres del grup es caracteritzen per un fort sentiment antixinès i d'extrema oposició al matrimoni interracial. Un seguidor del grup ha expressat l'opinió que, «hem d'assegurar-nos que, com a nació, la nostra sang sigui pura. Això és la nostra independència […] Si ens comencem a barrejar amb els xinesos, a poc a poc se'ns empassaran. La societat mongola no és molt rica. Els estrangers venen amb un munt de diners i podrien començar a prendre'ns les nostres dones». El grup ha estat acusat de promoure la violència contra les parelles interracials entre d'altres.